# Dorabowate
Dorabowate (Chirocentridae) – monotypowa rodzina dużych i szybkich, drapieżnych ryb promieniopłetwych z rzędu śledziokształtnych (Clupeiformes), obejmująca dwa gatunki o prymitywnej budowie ciała: dorab i dorab białopłetwy, nazywane „wilczymi śledziami” (ang. wolf herrings).

## Rozmieszczenie geograficzne
Ocean Indyjski i Ocean Spokojny – cieplejsze, głównie przybrzeżne wody. Obydwa gatunki są szeroko rozprzestrzenione, a ich zasięgi pokrywają się – od Morza Czerwonego i Afryki Wschodniej po Japonię, Filipiny i Australię.

## Cechy morfologiczne
Dorabowate wyróżniają się wśród śledziokształtnych archaiczną budową ciała. Zwłaszcza spiralny fałd w jelicie przypomina takie ryby jak rekiny, jesiotrokształtne czy przejściowce. Wyglądem zewnętrznym przypominają ryby z rodzin belonowatych i śledziowatych. Mają długie i bardzo smukłe, bocznie ścieśnione ciało oraz płetwy grzbietową i odbytową przesunięte ku tyłowi, położone naprzeciw siebie. Ich nasady rozpoczynają się poza połową długości ciała. Płetwy brzuszne są małe, położone nisko. Płetwa ogonowa jest głęboko wcięta. W płetwach brak promieni twardych. Głowa jest silnie spłaszczona.
Od przedstawicieli wymienionych rodzin różnią się obecnością silnych i ostrych, zakrzywionych zębów o wyglądzie kojarzonym z wilczymi kłami, osadzonych na obydwu szczękach. Ponadto „wilcze śledzie” różnią się od belon krótkim pyskiem z szeroko otwierającym się otworem gębowym, a od śledziowatych brakiem tzw. łusek stępkowych na krawędzi brzucha oraz przesunięciem płetwy grzbietowej ku tyłowi.
Ciało dorabowatych, oprócz głowy, jest pokryte drobnymi łuskami. Osiąga przeważnie długość 50–60 cm, maksymalnie do 100 cm długości standardowej. Doniesienia o długości 3 m, a nawet przekraczającej 3,5 m nie znajdują potwierdzenia w literaturze ichtiologicznej. Prawdopodobnie doniesienia te opierają się na kwestionowanych danych Fowlera z 1959 roku.
Srebrne ubarwienie grzbietu oraz niebieskawe, szarawe lub zielonkawe boki ciała są przystosowaniem do bytowania w wodach pelagialnych – maskują rybę w toni wodnej zarówno przed potencjalnymi drapieżnikami, jak i ofiarami.
Młode obydwu gatunków są trudne do rozróżnienia. U osobników powyżej 15 cm długości pojawiają się różnice pozwalające ustalić przynależność gatunkową:
- Dorab ma płetwy piersiowe stosunkowo krótkie (11–13% długości standardowej), a górna część jego płetwy grzbietowej ma czarne znaczenia.
- Płetwy doraba białopłetwego są dłuższe (13–18% długości standardowej), a na płetwie grzbietowej brak czarnych znaczeń.

## Systematyka
Rodzaj zdefiniował w 1816 roku francuski przyrodnik i zoolog Georges Cuvier w publikacji własnego autorstwa o tytule Królestwo zwierząt podzielone zgodnie ze swoją organizacją, aby służyć jako podstawa do historii naturalnej zwierząt i wprowadzenie do anatomii porównawczej. Gatunkiem typowym jest (oznaczenie monotypowe) dorab (Ch. dorab).

### Etymologia
- Chirocentrus: gr. χειρ kheir, χειρος kheiros ‘dłoń, ręka’; κεντρον kentron ‘ostry punkt, ostroga’[16].
- Neosudis: gr. νεος neos ‘nowy’; rodzaj Sudis Rafinesque, 1810[3]. Gatunek typowy (oznaczenie monotypowe): Neosudis vorax Castelnau, 1873 (= Clupea dorab Fabricius, 1775).

### Podział systematyczny
Do rodzaju należą następujące gatunki:
- Chirocentrus dorab (Fabricius, 1775) – dorab[10]
- Chirocentrus nudus Swainson, 1839 – dorab białopłetwy[10]

W przeszłości większość autorów wyróżniała tylko jeden gatunek C. dorab. Sporadycznie wymieniany był C. hypselosoma. W 1966 Whitehead, Boeseman i Wheeler wykazali, że C. hypselosoma jest tożsamy z C. dorab, natomiast w 1968 Luther wyodrębnił postulowany przez Swainsona C. nudus jako drugi gatunek. Pomimo pewnych wątpliwości we współczesnych pracach wykazywane są obydwa gatunki.

## Biologia i ekologia
Dorabowate preferują pelagialne wody położone blisko wybrzeży. Są drapieżnikami polującymi na małe ryby, przede wszystkim śledziowate, zwłaszcza Sardinella albella i Sardinella gibbosa. Oprócz ryb zjadają głowonogi. Polują w małych grupach blisko powierzchni, w ciągu dnia. Nie mają  wrogów poza człowiekiem.
Biologia rozrodu pozostaje słabo poznana. Prawdopodobnie rozmnażają się podobnie do innych śledziokształtnych: samice rozrzucają ikrę w toni wodnej, a samce dokonują zapłodnienia. Ikra jest unoszona przez prądy wodne.
W przeciwieństwie do większości śledziokształtnych dorabowate nie tworzą ławic. Przebywają w mniejszych zgrupowaniach. Jedynie larwy grupują się w większe stada, by chronić się przed drapieżnikami.

## Znaczenie gospodarcze

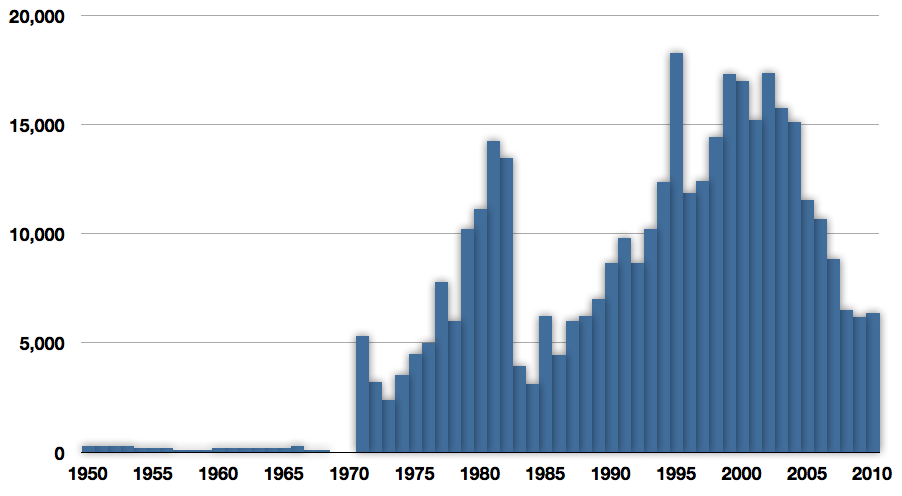
Połowy doraba w tonach od 1950 do 2010
(na podstawie danych FAO)

Ryby z tej rodziny są poławiane komercyjnie wzdłuż wybrzeży Pacyfiku. W Oceanie Indyjskim i w zachodniej części Pacyfiku są często łowione przez wędkarzy.